# 2-氟苯酚
2-氟苯酚是一种有机化合物，化学式为C6H5FO，是一氟苯酚的三种同分异构体之一。它可由2-氟苯硼酸和过氧化氢在柠檬酸催化下反应制得。
它和硝酸在二氯甲烷中反应，可以得到2-氟-4,6-二硝基苯酚。